# Froschmühle (Gemeinde Grabern)
Die Froschmühle (auch Moosmühle) ist eine Mühle bei Schöngrabern im Bezirk Hollabrunn in Niederösterreich.
Die östlich von Schöngrabern in Richtung Aspersdorf liegende, ehemalige Mühle wurde vom Schöngrabernbach angetrieben, der knapp danach in den Gmoosbach mündet, weshalb die Mühle auch Gmoosmühle oder Moosmühle genannt wird. Die Gegend um die Mühle soll früher auch sehr sumpfig gewesen sein. Die kleine, eingängige Mühle, deren Mühlkanal eine geringe Höhe aufwies, stand anfangs im Besitz der Freiherrn von Ludwigstorff als Inhaber der Herrschaft Guntersdorf und wurde 1760 an den damaligen Pächter um 1600 Gulden verkauft.